# 布爾黑德鎮區 (北卡羅萊納州格林縣)
布爾黑德鎮區（英語：Bull Head Township）是位於美國北卡羅萊納州格林縣的一個鎮區。

## 地方資料
布爾黑德鎮區的面積為79.25平方千米，皆為陸地。根據2020年美國人口普查的數據，當地共有人口1321人，而人口密度為每平方千米16.67人。